# Kašperské Hory
Kašperské Hory település Csehországban, a Klatovyi járásban. Kašperské Hory Hartmanice, Nicov, Nové Hutě, Stachy, Nezdice na Šumavě, Rejštejn, Sušice, Horská Kvilda és Dlouhá Ves településekkel határos. Lakosainak száma 1391 fő (2024. január 1.).

## Népesség
A település lakosságának változását az alábbi diagram mutatja:
| Lakosok száma | 3333 | 3596 | 3316 | 2023 | 1701 | 1603 | 1471 | 1449 | 1375 | 1391 |
|               | 1869 | 1890 | 1921 | 1950 | 1980 | 2001 | 2017 | 2019 | 2022 | 2024 |